# Challignac
Challignac é uma comuna francesa na região administrativa da Nova Aquitânia, no departamento de Charente. Estende-se por uma área de 13,21 km². Em 2010 a comuna tinha 337 habitantes (densidade: 25,5 hab./km²).